# گرگ کاپلان
گرگ کاپلان (Greg Kaplan)، استاد اقتصاد در دانشگاه شیکاگو است. پژوهش وی دربرگیرنده حوزه‌های اقتصاد کلان، اقتصاد کار و اقتصاد خرد کاربردی، با تمرکز بر مسائل توزیعی، می‌باشد.

## تحصیلات و حرفه
گرگ کاپلان با کسب مدرک لیسانس بازرگانی (BCom) در ۲۰۰۰ میلادی از دانشگاه مک‌کواری فارغ‌التحصیل گردید. او به تحصیلات خود ادامه داده و مدرک فوق لیسانس علوم (MSc) خود را در رشته اقتصاد در ۲۰۰۲ میلادی از مدرسه اقتصاد لندن به‌دست‌آورد. او دوره دکترای تخصصی را در ۲۰۰۹ میلادی در دانشگاه نیویورک به اتمام رساند. پس از این‌که او در ۲۰۰۹ میلادی با دریافت مدرک دکترا از دانشگاه نیویورک فارغ‌التحصیل گردید، برای یک سال در بانک فدرال رزرو مینیاپولیس کار کرد. سپس او در دانشگاه پنسیلوانیا به عنوان استادیار گماشته شد. او فیلادلفیا را در ۲۰۱۲ میلادی برای سمت استادیاری در دانشگاه پرنستون درک کرد و در ۲۰۱۵ میلادی به استاد تمام ترفیع داده شد. دانشگاه شیکاگو در ۲۰۱۶ میلادی وی را به عنوان استاد اقتصاد گماشت.

## پژوهش

### امور مالی خانه‌داری
کاپلان طی مقالهٔ ۲۰۱۴ با جیانلوکا ویولانتی و جاستین ویندر نشان می‌دهد که یک تعداد بزرگ خانواده‌ها علی‌رغم داشتن مقدار قابل توجه ثروت ثابت، ثروت سیال اندکی دارند. نویسندگان این‌گونه خانواده‌ها را «ثروت‌مند دست-به-دهن» توصیف می‌کنند. چون ثروت‌مند دست-به-دهن مقدار اندکی ثروت سیال دارد، آن‌ها به‌طور قوی به تکان‌های درآمدی گذرا واکنش نشان داده و از این‌رو میل نهایی به مصرف (MPC) بلند دارند. این امر تبعات مهمی در سیاست مالی و پولی دارد (به مدل‌های هانک (HANK) مراجعه نمایید). کاپلان همراه با جیانلوکا ویولانتی، همچنین نشان می‌دهد که مدل‌های متشکل از ثروت‌مند دست-به-دهن (یعنی، یک دارایی سیال و یک دارایی ثابت) نسبت به مدل‌های استاندارد یک-دارایی که با مدارک تجربی سازگار است، در هنگام تکان‌های مالی به‌طور مجموعی یک مرتبه واکنش بالاتر از خود نشان می‌دهند.

### مدل‌های نئو-کینزی کارگزار نامتجانس
در ۲۰۱۸ میلادی، کاپلان همراه با بنجامین مول و جیانلوکا ویولانتی اصطلاح جدید HANK (مدل نئو-کینزی کارگزار نامتجانس) را معرفی نمودند تا ادبیات در حال ظهور پیرامون نامتجانس بودن خانوار در مدل‌های اقتصاد نئو-کینزی را تشریح نمایند. آن‌ها استدلال می‌نمایند که سیاست‌های پولی اغلب بر مبنای تأثیرات عمومی تعادل در بازار اعمال می‌گردد، نه بر مبنای مجراهای‌های تعویض میان دوره‌ای معیاری. دلیل آن این است که یک قسمت برجسته خانواده‌ها میل نهایی به مصرف بالایی از خود نشان می‌دهند، کسانی که رفتار مصرفی آن‌ها قویاً به تغییرات در درآمد قابل خرج واکنش نشان می‌دهد. چون تساوی ریکاردی در مدل‌های HANK کارایی ندارد، واکنش مقامات مالی به یک تکان پولی، برای تشخیص واکنش کلی اقتصاد کلان یک امر کلیدی است.

## سایر فعالیت‌ها
کاپلان ویراستار ژورنال اقتصاد سیاسی، عضو پژوهشی در دفتر ملی پژوهش اقتصادی و عضو پژوهشی در مؤسسه مطالعات مالی است. وی همچنین مشاور اقتصادی در بانک فدرال رزرو شیکاگو است.
وی در ۲۰۱۵ میلادی فلوشیپ بنیاد سلوان را به‌دست‌آورد. در ۲۰۲۰ میلادی انجمن اقتصادسنجی او را به عنوان عضو انتخاب نمود.